# Rainbow Parade
Rainbow Parades (la singular Rainbow Parade, cunoscută și ca Burt Gillett's Rainbow Parade) este o serie animată de 26 de filme de animație de scurt-metraj produsă de Van Beuren Studios și distribuită în cinematografe de RKO între 1934 și 1936. Seria este realizată în culori și este totodată seria finală a lui Van Beuren.

## Istoric
Cele mai multe filme ale seriei Rainbow Parades sunt povestiri fără un personaj principal, dar în câteva filme apar personajele Parrotville, Molly Moo-Cow, Toonerville Trolley și Felix Motanul. Seria a fost achiziționată de Commonwealth Pictures în 1941 și ulterior sindicalizată pentru televiziune. Filmul din 1935 The Merry Kittens a fost folosit într-un episod din The Wubbcast. Thunderbean Animation a produs prima jumătate a seriei Rainbow Parades pe DVD în 2009 (relansată în 2021 pe format Blu-ray). A doua jumătate a seriei este disponibilă după negativele originale, fiind produsă de Image DVD/Blackhawk Films/Film Preservation Associates.

## Filmografie
Primele 13 episoade ale seriei au fost produse în 2-strip Technicolor. Începând cu Molly Moo-Cow and the Butterflies, seria este produsă în 3-strip Technicolor. Este singura serie a studioului Van Beuren care are specificat codul MPPDA.
| Nr. | Titlu                              | Regia                      | Data premierei     | Observații          |
| --- | ---------------------------------- | -------------------------- | ------------------ | ------------------- |
| 1   | Pastry Town Wedding                | Burt Gillett, Ted Eshbaugh | 27 iulie 1934      |                     |
| 2   | Parrotville Fire Department        | Burt Gillett, Tom Palmer   | 14 septembtie 1934 | Parrotville         |
| 3   | The Sunshine Makers                | Burt Gillett, Ted Eshbaugh | 11 ianuarie 1935   |                     |
| 4   | Parrotville Old Folks              | Burt Gillett, Tom Palmer   | 25 ianuarie 1935   | Parrotville         |
| 5   | Japanese Lanterns                  | Burt Gillett, Ted Eshbaugh | 8 martie 1935      |                     |
| 6   | Spinning Mice                      | Burt Gillett, Tom Palmer   | 5 aprilie 1935     |                     |
| 7   | The Picnic Panic                   | Burt Gillett, Tom Palmer   | 3 mai 1935         | Molly Moo-Cow       |
| 8   | The Merry Kittens                  | Burt Gillett, Tom Palmer   | 31 mai 1935        |                     |
| 9   | Parrotville Post-Office            | Burt Gillett, Tom Palmer   | 28 iunie 1935      | Parrotville         |
| 10  | Rag Dog                            | Burt Gillett, Tom Palmer   | 19 iulie 1935      |                     |
| 11  | Hunters Are Coming                 | Burt Gillett, Tom Palmer   | 9 august 1935      | Molly Moo-Cow       |
| 12  | Scotty Finds a Home                | Burt Gillett, Tom Palmer   | 23 august 1935     |                     |
| 13  | Bird Scouts                        | Burt Gillett, Tom Palmer   | 20 septembrie 1935 |                     |
| 14  | Molly Moo-Cow and the Butterflies  | Burt Gillett, Tom Palmer   | 15 noiembrie 1935  | Molly Moo-Cow       |
| 15  | Molly Moo-Cow and the Indians      | Burt Gillett, Tom Palmer   | 15 noiembrie 1935  | Molly Moo-Cow       |
| 16  | Molly Moo-Cow and Rip Van Winkle   | Burt Gillett, Tom Palmer   | 17 decembrie 1935  | Molly Moo-Cow       |
| 17  | Toonerville Trolley                | Burt Gillett, Tom Palmer   | 17 ianuarie 1936   | Toonerville Trolley |
| 18  | The Goose That Laid the Golden Egg | Burt Gillett, Tom Palmer   | 7 februarie 1936   | Felix the Cat       |
| 19  | Molly Moo-Cow and Robinson Crusoe  | Burt Gillett, Tom Palmer   | 28 februarie 1936  | Molly Moo-Cow       |
| 20  | Neptune Nonsense                   | Burt Gillett, Tom Palmer   | 20 martie 1936     | Felix the Cat       |
| 21  | Bold King Cole                     | Burt Gillett               | 29 mai 1936        | Felix the Cat       |
| 22  | A Waif's Welcome                   | Tom Palmer                 | 19 iunie 1936      |                     |
| 23  | Trolley Ahoy                       | Tom Palmer                 | 3 iulie 1936       | Toonerville Trolley |
| 24  | Cupid Gets His Man                 | Tom Palmer                 | 24 iulie 1936      |                     |
| 25  | It's a Greek Life                  | Dan Gordon                 | 2 august 1936      |                     |
| 26  | Toonerville Picnic                 | Burt Gillett               | 2 octombrie 1936   | Toonerville Trolley |